# Sarah Geronimo

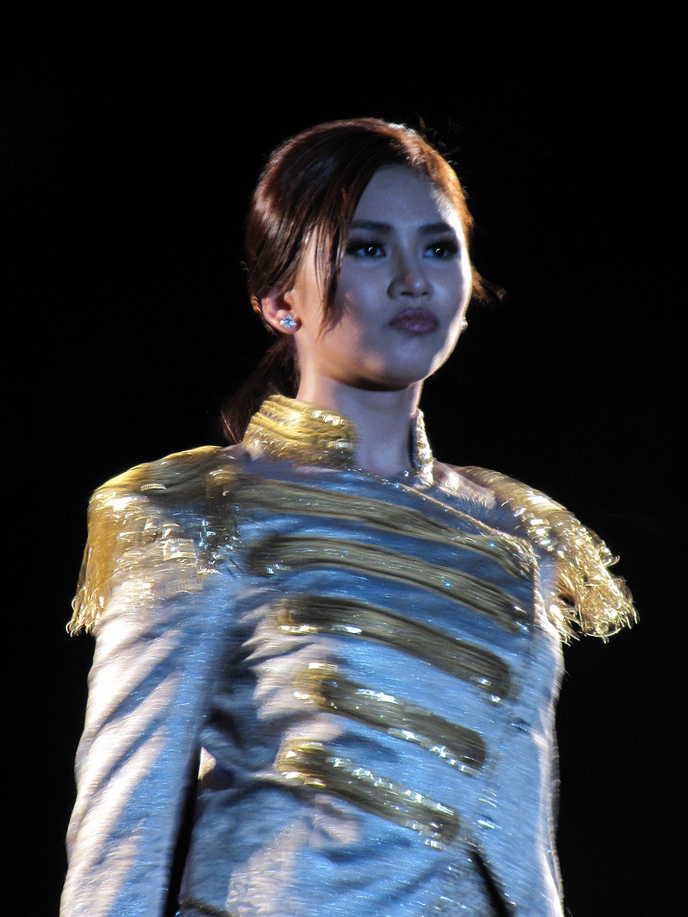
Geronimo w Dubaju (2011)

Sarah Geronimo (ur. 25 lipca 1988) – filipińska piosenkarka i aktorka.

## Dyskografia (wybór)
- 2003: Popstar: A Dream Come True
- 2004: Sweet Sixteen
- 2006: Becoming
- 2007: Taking Flight
- 2008: Just Me
- 2009: Your Christmas Girl
- 2009: Music and Me
- 2011: One Heart
- 2012: Pure OPM Classics
- 2013: Expressions
- 2014: Perfectly Imperfect
- 2015: The Great Unknown
- 2018: THIS 15 ME

## Filmografia
- A Very Special Love (2008)
- You Changed My Life (2009)
- Catch Me, I'm in Love (2011)
- Won't Last a Day Without You (2011)
- It Takes a Man and a Woman (2013)
- Maybe This Time (2014)
- The Breakup Playlist (2015)
- Finally Found Someone (2017)
- Miss Granny (2018)
- Unforgettable (2019)